# と畜場法
と畜場法（とちくじょうほう、昭和28年8月1日法律第104号）は、と畜場の経営および食用に供するために行う獣畜の処理の適正の確保のために公衆衛生の見地から必要な規制その他の措置を講じ、もって国民の健康の保護を図ること（第1条）に関する日本の法律である。通称は屠場法（とじょうほう）。
1906年（明治39年）に制定された「屠場法」に代わって制定された。
この記事において、と畜場法の条文は単に「第〇条」と表す。

## 概要
「と畜場法」の「と」は、漢字では「屠」であるが、「屠」は当用漢字でなかったため、ひらがなで表記された（漢字制限）。
規制の対象となる獣畜は、牛、馬、豚、めん羊及び山羊である（第3条）。この法律により、と畜場以外の場所での獣畜のと殺・解体は規制される（第13条）。これは、獣畜からの感染症の蔓延を防止するための規制であり、例えば、自らの所有地でかつ自ら所有する牛であっても、許可なく食用のためにと殺・解体することは禁じられている。

## と畜場の種類
- 「一般と畜場」－ 通例として、牛・馬（生後一年以上）または一日に十頭を超える獣畜をと殺・解体する規模のもの。なお、「通例として」というのは平均ではなく、通常の場合においてという意味とされる[1]。

- 「簡易と畜場」－ 一般と畜場以外のもの（一日に十頭以下の獣畜をと殺・解体する規模もの）。豚・羊を専用にと殺・解体すると畜場である。

なお、「簡易と畜場」は、従前「羊豚専用簡易屠場」として許可されていたものを、本法の制定により法的に明確にされたものである。

## 設置の許可
と畜場の設置には、都道府県知事の許可が必要である（第4条）。このとき、人家の密集している場所や飲料水が汚染される場所など公衆衛生上の危害を生ずるおそれがある場合、許可は与えられない（第5条第1項）。なお、と畜場の規模に応じて、一日当たりの処理頭数の上限が決められる（第5条第2項）。
また、都道府県知事は、法律に違反した場合などには、許可を取り消すことができる（第18条）。

## と畜場の使用
と畜場は、正当な理由なく、農場からの獣畜の搬入を拒むことはできない。また、正当な理由なく、と殺・解体の依頼を断ることもできない（第11条）。また、と畜場が生産者に対して求める代金である、と畜場使用料やと殺解体手数料については、都道府県知事の認可が必要である（第12条）。
これらは、と畜場が単なる営業の施設ではなく、公共の必要性があって設置される施設であるため、設けられた規定である。

## 衛生管理責任者
と畜場は、食肉を生産する食品工場であり、衛生的な管理が求められる（第6条）。そのため、と畜場における衛生管理の責任者として、と畜場ごとに、衛生管理責任者を置かなければならない（第7条）。この資格には、獣医師、または畜産学科を卒業した者でなければならない。

## と畜検査・と畜検査員
疾病のある獣畜が食用に供されないよう、一頭ごとに、行政による厳格な検査が行われている。この検査は、各都道府県の食肉衛生検査所に所属する「と畜検査員」により実施される（第19条第1項）。と畜検査員は、獣医師の資格を有する者でなければならない（第19条第3項）。
と畜検査は、と殺・解体の各工程で行われており、①生体検査、②解体前検査(と殺後検査)、③解体後検査の順となっている。
- ①の検査の後でなければ、と殺してはならない（第14条第1項）
- ②の検査の後でなければ、解体してはならない（第14条第2項）
- ③の検査の後でなければ、枝肉等を持ち出してはならない（第14条第3項）

とされており、各段階の獣医師によると畜検査に合格しなければ、食肉になることはない。
検査に不合格となった場合、と殺前であればその獣畜はと殺が禁止され、と殺後であればその獣畜の肉・内臓・骨・血液などは、廃棄しなければならない（第16条）

## 構成
- 第1条（この法律の目的）
- 第2条（国、都道府県及び保健所を設置する市の責務）
- 第3条（定義）
- 第4条（と畜場の設置の許可）
- 第5条（同上）
- 第6条（と畜場の衛生管理）
- 第7条（衛生管理責任者）
- 第8条（同上）
- 第9条（と畜業者等の講ずべき衛生措置）
- 第10条（作業衛生責任者）
- 第11条（と畜場の使用等の拒否の制限）
- 第12条（と畜場使用料及びとさつ解体料）
- 第13条（獣畜のとさつ又は解体）
- 第14条（獣畜のとさつ又は解体の検査）
- 第15条（譲受けの禁止）
- 第16条（とさつ解体の禁止等）
- 第17条（報告の徴収等）
- 第18条（と畜場の設置の許可の取消し等）
- 第19条（と畜検査員）
- 第20条（厚生労働大臣の調査の要請等）
- 第21条（国民の意見の聴取）
- 第22条（連絡及び協力）
- 第23条（事務の区分）
- 第24条（罰則）
- 第25条（同上）
- 第26条（同上）
- 第27条（同上）
- 附則